# Baisieux (Frankrijk)
Baisieux is een gemeente in het Franse Noorderdepartement (Frans: département du Nord) (regio Hauts-de-France). De gemeente telde op 1 januari 2022 5.361 inwoners en maakt deel uit van het arrondissement Rijsel. Baisieux ligt tegen de Belgische grens.

## Geografie
De oppervlakte van Baisieux bedroeg op 1 januari 2022 8,68 vierkante kilometer; de bevolkingsdichtheid was toen 617,6 inwoners per km².
Ten noordwesten van het dorpscentrum ligt het gehucht Sin, dat tegenwoordig met het dorpscentrum is vergroeid.

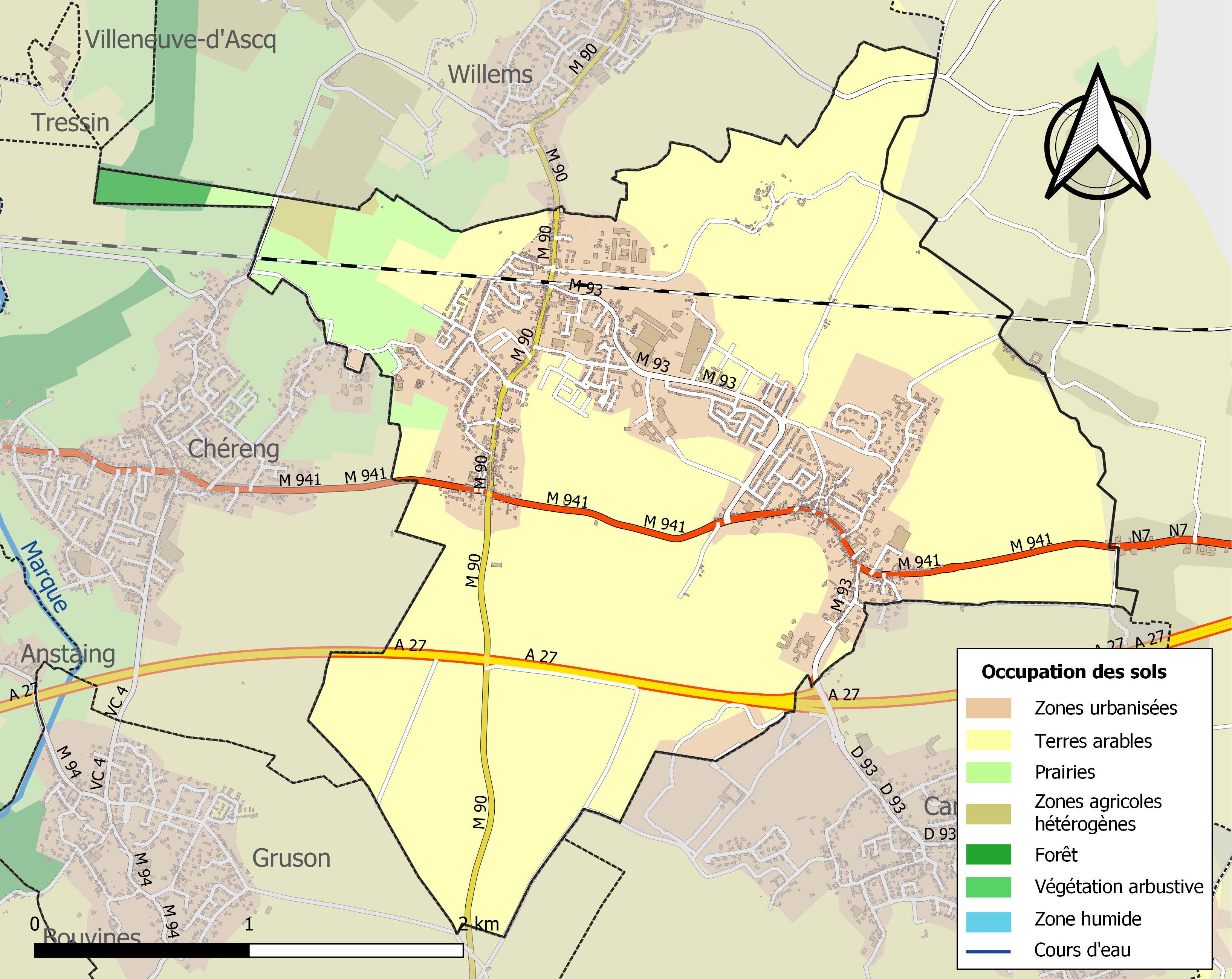
Kaart van de gemeente met belangrijkste infrastructuur, bodemgebruik en omliggende gemeenten

## Bezienswaardigheden
- De Église Saint-Martin
- De Église Saint-Jean-Baptiste in Sin

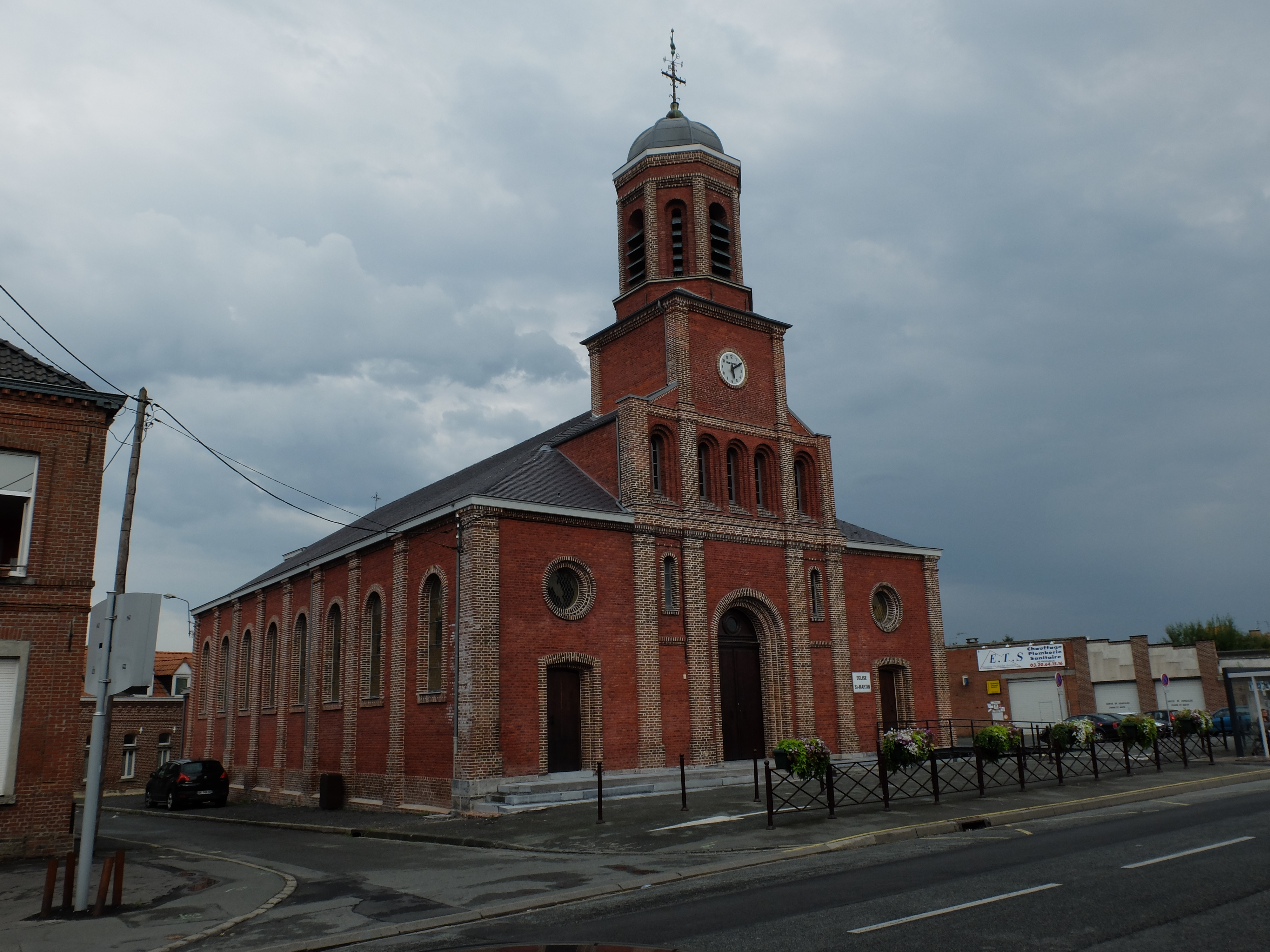
Église Saint-Martin

## Natuur en landschap
Baisieux ligt ingeklemd tussen de spoorlijn van Doornik naar Rijsel en de autoweg A27. In het oosten ligt de Belgisch-Franse grens. De hoogte bedraagt ongeveer 38 meter.

## Demografie
Onderstaande figuur toont het verloop van het inwonertal (bron: INSEE-tellingen).

## Verkeer en vervoer
In het gehucht Sin staat het Station Baisieux langs de spoorlijn van Rijsel naar België. Door het zuiden van de gemeente loopt de autosnelweg A27/E42, die vanuit Rijsel aansluit op de Belgische autosnelweg A8. Door het dorp loopt de secundaire weg tussen Rijsel en Doornik.

## Sport
Op de zuidgrens van de gemeente ligt een deel van de Carrefour de l'Arbre, een kasseistrook uit het parcours van de wielerklassieker Parijs-Roubaix.

## Nabijgelegen kernen
Sin, Camphin-en-Pévèle, Lamain, Marquain, Hertain